# Epizoanthus fatuus
Epizoanthus fatuus är en korallart som beskrevs av Seifert 1928. Epizoanthus fatuus ingår i släktet Epizoanthus och familjen Epizoanthidae. Inga underarter finns listade i Catalogue of Life.